# Longueville (Seine-et-Marne)
Longueville település Franciaországban, Seine-et-Marne megyében. Lakosainak száma 1802 fő (2022. január 1.). Longueville Sainte-Colombe, Saint-Loup-de-Naud, Savins, Soisy-Bouy, Chalmaison és Jutigny községekkel határos.

## Népesség
A település népességének változása:
| Lakosok száma | 1802 | 1820 | 1848 | 1796 | 1785 | 1781 | 1778 | 1800 | 1802 |
|               | 2013 | 2015 | 2016 | 2017 | 2018 | 2019 | 2020 | 2021 | 2022 |